# 70억의 날
70억 인구의 날인 2011년 10월 31일은 유엔 인구 기금(UNFPA)이 세계 인구가 70억 명에 도달한 근사치로 공식적으로 지정한 날이다. 반기문 유엔 사무총장은 뉴욕 유엔 본부에서 세계 인구 규모의 새로운 이정표와 그로 인해 발생할 문제에 대해 연설하며, "70억 명의 세계가 직면한 기회와 도전에 대한 전 세계적 인식을 구축"하고 개인과 조직이 행동에 나서도록 고무하려는 UNFPA의 새 프로그램 7 Billion Actions을 홍보했다. 이 날은 2022년 11월 15일 80억 인구의 날로 이어졌다.

## 배경
| 인구                                    | 연도 | 이전 이정표 이후 경과한 연수 | 이전 이정표 이후 경과한 연수 |
| --------------------------------------- | ---- | ---------------------------- | ---------------------------- |
| 10억                                    | 1804 | ––                           |                              |
| 20억                                    | 1927 | 123                          | 123                          |
| 30억                                    | 1960 | 33                           | 33                           |
| 40억                                    | 1974 | 14                           | 14                           |
| 50억                                    | 1987 | 13                           | 13                           |
| 60억                                    | 1999 | 12                           | 12                           |
| 70억                                    | 2011 | 12                           | 12                           |
| 80억                                    | 2022 | 11                           | 11                           |
| 90억                                    | 2038 | 16                           | 16                           |
| 세계 인구 이정표 (미국 인구조사국 추정) |      |                              |                              |

세계 인구는 이미 1987년 7월 11일 50억 명에 도달했고, 12년 후인 1999년 10월 12일 60억 명에 도달했다.
유엔 인구 기금 대변인 오마르 가르제딘(Omar Gharzeddine)은 "유엔은 1999년에 '60억 번째' [사람]을 기념했지만, 몇 년 후 인구국 자체가 계산을 재평가하여 사실은 1998년이었다고 말했다"며 60억 인구의 날의 날짜에 이의를 제기했다.

## 날짜 선택
유엔 경제사회국 인구국에 따르면, 10월 31일 2011년은 5년 주기 추정치에서 보간된 데이터를 기반으로 선택된 상징적인 날짜이다. 이 추정치는 최근 인구조사, 설문조사, 인구 통계 및 인구 등록과 같은 데이터 소스를 기반으로 하며, 격년으로 세계 인구 전망의 일부로 발표된다.
세계 인구가 70억 명에 도달한 실제 날짜는 특히 일부 개발도상국의 인구 통계 부정확성으로 인해 약 12개월의 오차 범위가 있었다(세계 최고의 인구조사조차 1~2%의 오차가 있다). 1%의 전 세계 오차 범위를 가정하면, 70억 세계 인구는 2011년 3월 20일 일찍이 도달했을 수도 있고, 2012년 4월 12일 늦게 도달했을 수도 있다.
그러나 미국 인구조사국의 국제 프로그램 부서는 전 세계 인구가 2012년 3월 12일까지는 70억 명에 도달하지 않을 것으로 추정했다. 또한 60억 인구의 날에 대한 유엔 추정치와 약 3개월 차이가 나는 추정치를 제시했다.
국제응용시스템분석연구소는 2012년 2월에서 2014년 7월 사이의 날짜를 추정했다.

## 70억 번째 사람
유엔 인구 기금 대변인 오마르 가르제딘은 "유엔이나 그 누구도 31일에 70억 번째 아기가 어디에서 몇 시에 태어날지 알 수 없다"며, 유엔은 이러한 홍보 노력에 공식적인 지위를 부여하지 않을 것이라고 말했다. 그럼에도 불구하고 여러 신생아들이 다양한 단체에 의해 70억 번째 사람을 상징하기 위해 선택되었다.
70억 인구의 날에 플랜 인터내셔널은 인도 우타르프라데시주에서 갓 태어난 여자 아기 나르기스 쿠마르(Nargis Kumar)에게 출생 증명서를 수여하는 의식을 통해 70억 번째 인간의 탄생을 상징적으로 기념했다. 이는 주의 성별 선택 낙태에 항의하기 위함이었다. 인도에서 0~6세 여자아이 대 남자아이 비율은 전국적으로 남자아이 1,000명당 여자아이 914명이며, 우타르프라데시주는 남자아이 1,000명당 여자아이 889명으로 가장 낮은 수치 중 하나이다.
선택된 다른 아기들로는 70억 인구의 날 전날 자정 직전 필리핀 마닐라의 호세 파벨라 기념 병원(Dr. Jose Fabella Memorial Hospital)에서 태어난 다니카 메이 카마초(Danica May Camacho)와 스리랑카 콜롬보의 와탈라게 무투마이(Wattalage Muthumai)가 있다.

## 같이 보기
- 세계 인구
- 60억 인구의 날 – 1999년 10월 12일
- 80억 인구의 날 – 2022년 11월 15일